# Wereldkampioenschap oriëntatielopen voor masters
Het Masters Wereldkampioenschap Oriëntatielopen (World Masters Orienteering Championships - WMOC) zijn de veteranen wereldkampioenschappen oriëntatielopen. Deze werden voor het eerst gehouden in 1996. Het kampioenschap wordt elk jaar gehouden.
Tijdens het kampioenschap worden twee kwalificatiewedstrijden lange afstand gelopen, waarna de beste van elke heat de finale lange afstand lopen. In 2008 werd voor het eerst ook de sprintafstand gelopen, hiervoor was er een kwalificatiewedstrijd en de finale.

## Gaststeden
| Jaar | Datum                  | Land             | Plaats          | Resultaten |
| ---- | ---------------------- | ---------------- | --------------- | ---------- |
| 1996 | 8-12 april             | Spanje           | Murcia          | Resultaten |
| 1997 | 29 september-4 oktober | Verenigde Staten | Minnesota       | Resultaten |
| 1998 | 1-5 juli               | Tsjechië         | Novy Bor        | Resultaten |
| 1999 | 19-23 juli             | Denemarken       | Aarhus          | Resultaten |
| 2000 | 1-7 januari            | Nieuw-Zeeland    | Feilding        | Resultaten |
| 2001 | 1-5 juli               | Litouwen         | Nida            | Resultaten |
| 2002 | 6-11 oktober           | Australië        | Bendigo         | Resultaten |
| 2003 | 13-17 juli             | Noorwegen        | Halden          | Resultaten |
| 2004 | 3-10 juli              | Italië           | Asiago          | Resultaten |
| 2005 | 22-31 juli             | Canada           | Edmonton        | Resultaten |
| 2006 | 1-8 juli               | Oostenrijk       | Wiener Neustadt | Resultaten |
| 2007 | 7-14 juli              | Finland          | Kuusamo         | Resultaten |
| 2008 | 28 juni-5 juli         | Portugal         | Marinha Grande  | Resultaten |
| 2009 | 10-18 oktober          | Australië        | Sydney          | Resultaten |
| 2010 | 31 juli-7 augustus     | Zwitserland      | Neuchâtel       | Resultaten |
| 2011 | 1-8 juli               | Hongarije        | Pécs            | Resultaten |
| 2012 | 1-7 juli               | Duitsland        | Bad Harzburg    | Resultaten |
| 2013 | 2-11 augustus          | Italië           | Sestriere       | Resultaten |
| 2014 | 1-8 november           | Brazilië         | Porto Alegre    | Resultaten |
| 2015 |                        | Zweden           |                 | Resultaten |